# フレーフレー人生!
『フレーフレー人生!』は、2001年7月2日から9月10日まで、日本テレビ系列で毎週月曜22:00 - 22:54（JST）に放送された、よみうりテレビ制作のテレビドラマ。主演は松下由樹。

## ストーリー
上岡真琴は、生まれの秋田の結婚式場で接客業をしていた。年下の同僚・石井弘志との結婚を控えていたが、突然の流産により別れることになる。
失意の中その勤務先で、9年前に失踪した真琴の親友、詩織の夫・大杉智也を見つける。智也は3人の子どもをそれぞれ別の家に養子に出しに行くところだった。
大杉家の一家離散の危機だったが、尾行して東北新幹線に同乗していた真琴は1000万円（智也の借金の肩代わり）でその一家を買った。真琴は3人の子どもたち（長男･真、次男･北斗、長女・舞雪）に自身を詩織と偽り、職場を捨ててそのまま上京、一緒に暮らすことに。そして、弘志も真琴の後を追う…。

## キャスト
- 上岡真琴（詩織の親友）：松下由樹
- 大杉智也（詩織の夫）：石田純一
- 大杉真（長男）：森廉
- 大杉舞雪（長女）：山岸リサ
- 大杉北斗（次男）：松崎駿司
- 結城大地：赤井英和
- 結城杏子（大地の娘）：宮崎あおい
- 山本理沙：鈴木紗理奈
- 中島光太郎（小学校教師）：伊藤高史
- 川畑美智留：森公美子
- 川畑良雄（美智留の夫）：斉木しげる
- 石井弘志（真琴の元恋人）：保坂尚輝
- なつみ：長谷川真弓
- 大杉詩織（智也の失踪した妻）：有森也実

## スタッフ
《技術》
- TD/撮影：村瀬清
- カメラ：小松忠信
- スタジオカメラ：原田雪華／西村敏彦／安藝孝仁／佐藤友孝
- 照明：田代良男／為貝幸弘
- 照明助手：木幡和弘／稲垣従道／大賀章雄
- VE：權田博
- 音声：中前哲夫 (ブル)
- VTR：高垣俊宏／安藤直哉／吉田崇
- 技術デスク：島方春樹
- 音声助手：中山大輔／桑原達朗
- 編集：星野晃 (ビデオスタッフ)／清水正彦 (ビーグル)／崔思眞
- ライン編集：小林一雅／根来基樹
- 選曲：原田慎也 (メディアハウス)
- 音響効果：北澤亨
- MA：山崎茂巳／齋藤高広

《美術》
- 美術プロデューサー：箕田英二
- 美術デザイン：小池寛
- 美術進行：北川貴啓／釜形直樹
- 装置：永山雄二／柿内宏
- 装飾：福田健治／中清水和明／小倉斉
- 持道具：工藤雄三
- 造園：山崎裕司
- 電飾：吉田成
- 特殊効果：山室敦嗣
- 建具：鈴木智幸
- メイク：秋山直美／坂部美和
- 衣裳：市川竜史／安達絵里
- スタイリスト：黒田匡彦／小川カズ

《制作》
- 企画・原案：遊川和彦
- 脚本：横田理恵
- 音楽：原田慎也
- 演出：森一弘／冨塚博司／竹綱裕博
- プロデュース：今村紀彦／井上竜太／大森美孝
- 演出補助：竹内秀男
- 演出助手：早坂泰彦／植本英之／大倉寛子
- 記録：湯田恵美子／内藤あい子／望月よね子
- 制作担当：谷正光
- 制作主任：鈴木哲／伊藤宏
- 制作進行：中田幹雄／金辻正也
- 制作デスク：中馬由貴
- プロデューサー補：渡辺茂／佐藤めぐみ／嶋村希保／市瀬恭子
- 広報：永井若菜／川合アンナ／高橋修之
- スチール：藤平清史
- 制作協力：日本テレビエンタープライズ
- 制作著作：よみうりテレビ

## 音楽
- elliott「ひまわり」（主題歌）
- Vlidge「LOOKIN' FOR LOVE」（エンディングテーマ）
- 竹内まりや「元気を出して」（真琴と詩織の想い出のオルゴールの曲として劇中に登場）

## サブタイトル
1. 私、生まれ変わる 　 　　　　　　　　　　12.1％
2. 僕の宝物お母さん 　 　　　　　　　　　　  8.9％
3. 正体がばれる危機  　　　　　　　　　　　  9.3％
4. 消えた実母の秘密 　 　　　　　　　　　　 7.4％
5. ニセ母暴露・別離  　　　　　　　　　　　 9.3％
6. 緊急手配!!誘拐容疑愛と哀しみの逃避行 　 10.0％
7. 海へ…衝撃の結末 　 　　　　　　　　　　 6.6％
8. 消えた実母の秘密 　 　　　　　　　　　  11.1％
9. 北海道…涙の再会 　　　　　　　　　　　  9.1％
10. 永遠の別れ・号泣 　 　　　　　　　　　　11.7％
11. 涙の大逆転…奇跡　　　　　　　　　　　　11.2％

　平均視聴率 9.70%（視聴率は関東地区・ビデオリサーチ社調べ）

## 関連商品
- フレーフレー人生! Vol.1～Vol.4(バップ) 2001年10月24日発売 VHSの単品商品。